# Timbuktu
Timbuktu (songhaj: Tumbutu, fr. Tombouctou) – miasto w Mali, nad rzeką Niger, założone prawdopodobnie na przełomie XI i XII wieku, zamieszkiwane przez 32 460 osób (2022). Jest stolicą regionu Timbuktu, jednego z siedmiu regionów administracyjnych Mali.
Przez wieki Timbuktu stanowiło centrum intensywnej wymiany handlowej między Czarną Afryką a berberyjską i islamską Afryką Północną, a za jej pośrednictwem także z Europą. W XIV wieku było najbogatszym miastem na świecie, z uniwersytetem i bogatymi księgozbiorami. Z powodu względnej niedostępności miasta upowszechnił się na poły mityczny obraz Timbuktu jako odległego i egzotycznego miejsca.

## Historia
Timbuktu zostało założone jako sezonowa osada przez nomadyczny lud Tuaregów. Dzięki swemu korzystnemu położeniu na transsaharyjskich szlakach osada szybko się wzbogaciła. Przedmiotem handlu było złoto, kość słoniowa, niewolnicy, sól i inne towary. Timbuktu stanowiło główne miasto kilku średniowiecznych afrykańskich państw: Ghany, Mali i Songhaju. W XIV wieku Timbuktu miało pięć razy więcej mieszkańców niż ówczesny Londyn. Jego złoty wiek przypada na XVI stulecie – był to wówczas ludny i ważny ośrodek islamu. Wówczas to legendy o bogactwach tego miasta zachęciły Europejczyków do odkrycia tej części Afryki. I to właśnie pojawienie się europejskich podróżników i handlarzy przyczyniło się do upadku miasta. Handel drogą morską stanowił o wiele lepszą alternatywę niż wędrówka przez Saharę. Upadek pogłębił jeszcze najazd w 1591 Morysków, najemników na usługach sułtana Maroka Ahmada al-Mansura. W 1893 miasto zostało zrujnowane po zdobyciu przez Francję. Przybywający ponownie w XIX w. podróżnicy z Europy mogli zobaczyć tylko niewielką wioskę z domami zbudowanymi z gliny.
Pierwszym Europejczykiem, który dotarł do Timbuktu 18 sierpnia 1826, był oficer brytyjski Alexander Gordon Laing, natomiast pierwszym, który dotarł do miasta i wrócił cało do Europy, był Francuz René-Auguste Caillié.
W zbiorach prywatnych i publicznych bibliotek Timbuktu znajduje się 150 000 manuskryptów. Niektóre z nich pochodzą z XIII wieku. Naukowcy uważają, że pod piaskami Sahary spoczywają kolejne tysiące pism. Teksty te świadczą zarówno o bogactwie literackim, jak i naukowym regionu. Znajdują się wśród nich między innymi podręczniki do matematyki i astronomii oraz pisma traktujące o życiu społecznym i gospodarczym w Timbuktu podczas Złotego Wieku. Wówczas było ono centrum akademickim, gdzie kształciło się 25 000 uczniów.
RPA rozpoczęło inicjatywę o nazwie Operation Timbuktu, w ramach której buduje nową bibliotekę dla Instytutu Ahmeda Baby. W ratowaniu zbiorów pomagają też Stany Zjednoczone i Norwegia.
Ze względu na swoją znamienitą historię Timbuktu zostało w 1988 wpisane na listę światowego dziedzictwa UNESCO. Od 2012 roku znajduje się na liście obiektów zagrożonych ze względu na trwający konflikt w Mali, a zabytki są regularnie niszczone.

## W kulturze Zachodu
Z powodu względnej niedostępności Timbuktu, zwłaszcza w przeszłości, w kulturze Zachodu upowszechnił się jego obraz jako odległego, egzotycznego i tajemniczego miejsca. Miasto odgrywa pewną rolę w filmie i literaturze – występuje przykładowo w wielu produkcjach Walta Disneya (m.in. komiksach o przygodach Kaczora Donalda), serialu Czarodziejki, filmie Aryskotraci. Jest jednym z głównych miejsc akcji serialu Tajemnice Sahary.

## Miasta partnerskie
- Chemnitz
- Tempe